# Symphony II – Absence of Life
Symphony II – Absence of Life (englisch Zweite Symphonie – Abwesenheit des Lebens) ist ein Dark-Wave-Album der belgischen Funeral-Doom-Band Until Death Overtakes Me. 

## Geschichte
Mit Symphony II – Absence of Life präsentierte Stijn van Cauter am 8. August 2001 das Debütalbum des Projektes Until Death Overtakes Me, das er über das eigens initiierte Label Nulll Records veröffentlichte. Es folgte einem Split-Album und einem Demo. Die Aufnahmen vollzog van Cauter in seinem Heimstudio „Templa Liberia“.

## Albuminformationen
Symphony II – Absence of Life ist das erste Album der Band. Das 2001 erstmals veröffentlichte Album enthält vier separate Stücke. Die Gesamtspielzeit beträgt 66:38 Minuten. Das Stück In the Mist wurde erstmals auf dem Demo Symphony I – Deep Dark Red präsentiert und wurde namensgebend für ein weiteres Projekt. Die Gestaltung des Begleitmaterials übernahm van Cauter selbst. Das Albumcover zeigt das Gemälde eines kargen Baum im Mondlicht. Das Bild wurde ursprünglich von van Cauters Mutter gemalt.

### Titelliste
1. This Dark Day: 17:04
2. In the Mist: 16:09
3. Absence of Life: 14:50
4. And Death Took Her Smile Away: 18:35

## Stil
Die Musik wird dem Dark Wave zugerechnet. Gegenüber der Variante der Funeral Doom, die Until Death Overtakes Me auf Symphony I – Deep Dark Red präsentierte, findet auf Symphony II – Abscence of Life kaum noch Gitarrenspiel statt. Der Effekt der Musik bleibe indes düster, trostlos und leer. Auf Symphony II – Abscence of Life orientierte sich fast umfassend am Dark Wave und Dark Ambient von Bands wie Dream to Dust, Veinke und Sephirot, lediglich entfernte Gitarrenanschläge im letzten Stück und entferntes, verzerrtes Growling deuten Metal an.

„Like a more ‘metallized’ version of Raison D’Être, the music seems to drift around purposeless, endlessly building up only to fade out again and eventually fall into a horrifying gap of utter nihilism and hopelessness.
 While the agonisingly slow orchestral keyboards bring forth vague reminiscences of 19th century classical music (fragments of works of romantic era composers like 'Ravel and 'Mussorgski occasionally spring to mind), the ultra deep grunt and distortion guitar lingering in the background remind of the grandeur of the mighty Skepticism.“

„Wie eine metallische Version von Raison D’Être scheint die Musik ziellos umherzutreiben, sich endlos aufzubauen, nur um wieder auszublenden und schließlich in eine schreckliche Lücke aus völligem Nihilismus und Hoffnungslosigkeit zu fallen.
Während die quälend langsam ist orchestralen Keyboardklänge vage Erinnerung an die klassische Musik des 19. Jahrhunderts (manchmal fallen mir Fragmente von Werken romantischer Komponisten wie Ravel und Mussorgski ein) weckt, erinnert das ultratiefe Growling und die verzerrte Gitarre im Hintergrund an die Erhabenheit der mächtigen Skepticism.“

## Wahrnehmung
Symphony II – Absence of Life wurde kaum rezipiert. Es sei ein Album zum abdriften, was sich zugleich als Manko erweise, da dem Album das fesselnde Elementfehle.
Andererseits sei die Musik erhaben und „so düster und finster wie immer!“